# Stratus

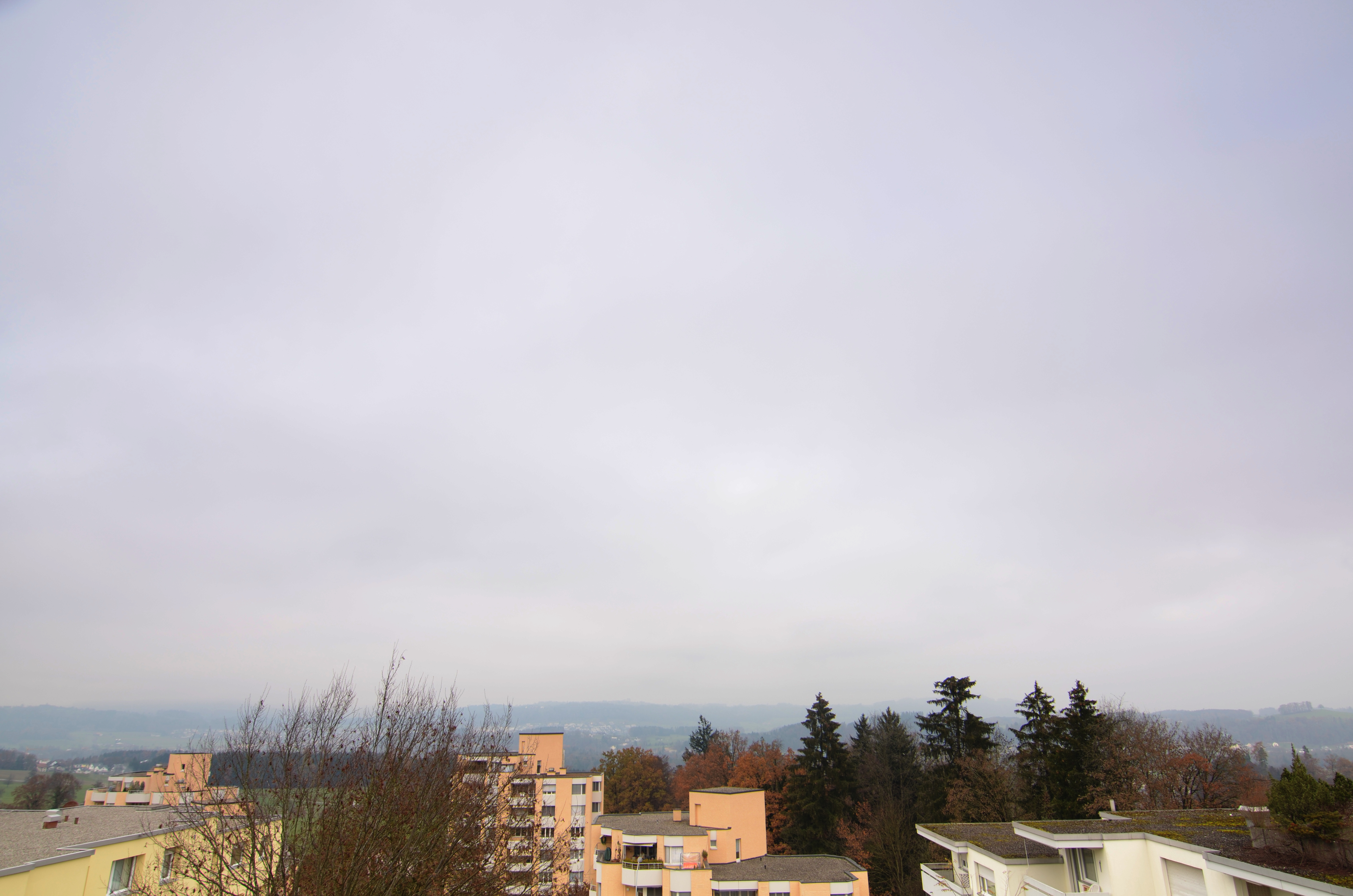
Dichter Stratus nebulosus bei einer Hochdruckwetterlage, es sind keine Konturen sichtbar.

Stratus (lat. stratus, zweites Partizip des Verbs sternere „ausdehnen, ausbreiten, mit einer Schicht bedecken“; Abk.: St; Plural: Strati) ist eine niedere Schichtwolke, auch als Hochnebel oder Höhennebel (nicht Bodennebel) bezeichnet, die bei geeigneter Wetterlage fast bis zur Erdoberfläche reichen kann.

## Beschreibung
Der Stratus ist völlig strukturlos und besteht aus feinen Wassertröpfchen. Aus ihm fällt häufig Niederschlag in Form von Sprühregen („Nieseln“), feinen Eisprismen oder Schneegriesel (Graupeln), jedoch keine starken Niederschläge. Diese Schichtwolken zeigen in der Regel eine eher ruhige Wetterlage an. Bei sehr tiefen Temperaturen können manchmal sogar Halos um Sonne und Mond auftreten. Der Stratus hat eine deutlichere, aber konturlosere Unterseite als der Nimbostratus und tritt bei schwachem Wind auf. Spezielle Arten von Stratus sind nebulosus und fractus, sowie die Unterarten opacus, praecipitatio, translucidus und undulatus. Für Sonderformen, Begleit- und Mutterwolken siehe den Artikel Wolke.

## Entstehung
Stratuswolken entstehen, wenn die unteren Schichten der Atmosphäre feucht und kalt sind, zum Beispiel durch nächtliche Abkühlung, durch Zufuhr feuchter Luft oder durch Verdunstung nach starkem Regen. Stratus kann auch aus Nebel entstehen, wenn sich der Boden nach Sonnenaufgang erwärmt. Dünner Hochnebel löst sich oft bei Tagesanbruch oder im Laufe des Tages auf, bei Hochdruckwetterlage und Inversionswetterlage im Winter kann er jedoch auch über mehrere Tage bestehen bleiben.

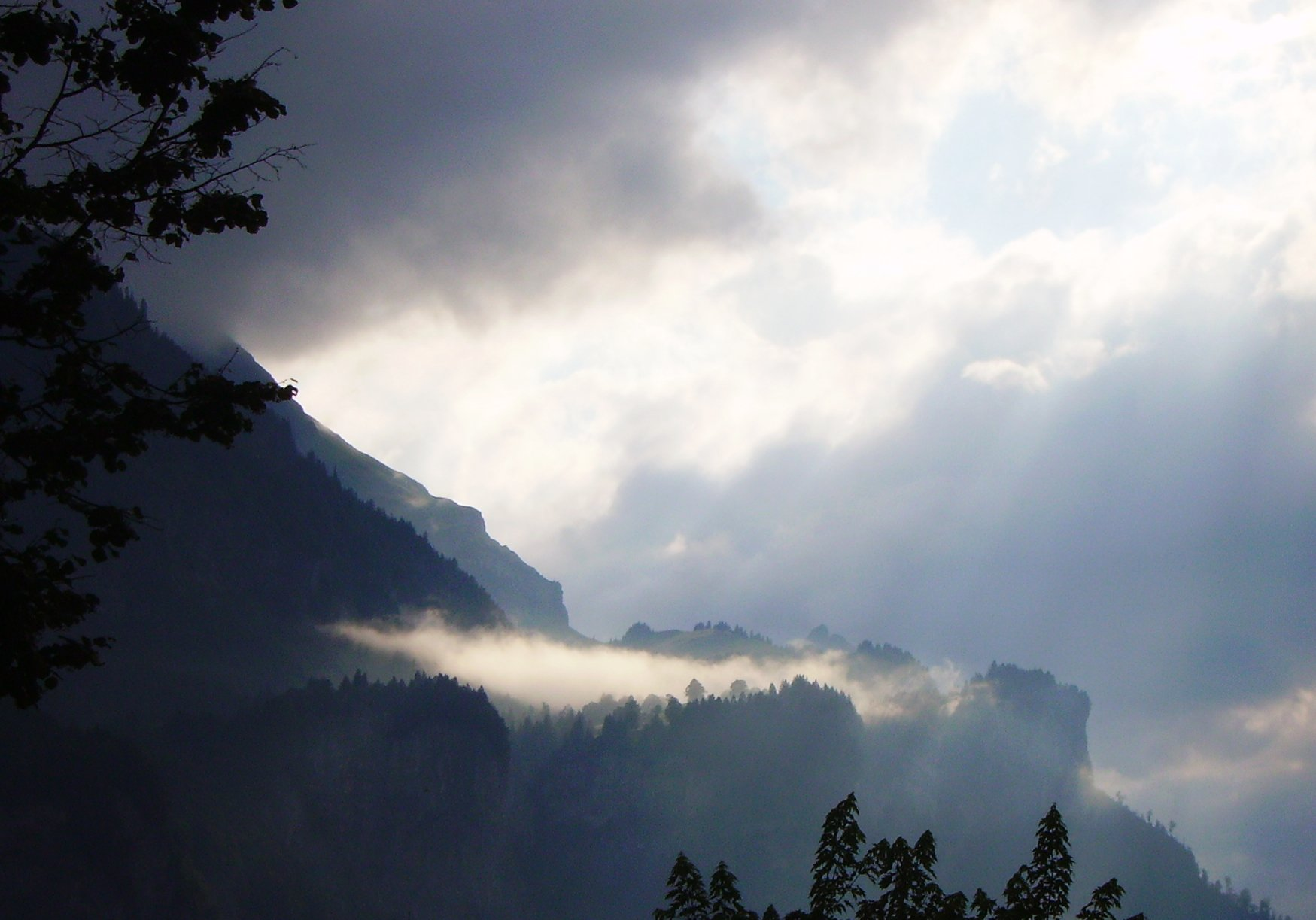
Beleuchtete Stratuswolke (Stratus fractus)
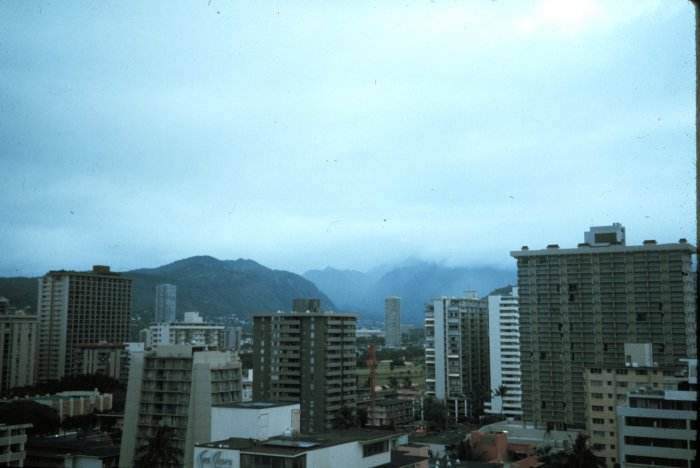
Stratuswolke